# Blemmatia
Blemmatia là một chi bướm đêm thuộc họ Erebidae.